# Volby do Evropského parlamentu v Německu 2004
Volby do Evropského parlamentu v roce 2004 v Německu se konaly 13. června 2004.

## Volební výsledky

### Strany, které se do parlamentu dostaly
| Politická strana | Politická strana                                                               | Počet hlasů | Hlasy v % | +/−     | Počet mandátů | +/−   |
| ---------------- | ------------------------------------------------------------------------------ | ----------- | --------- | ------- | ------------- | ----- |
|                  | Křesťanskodemokratická unie (Christlich Demokratische Union)                   | 9 412 009   | 36,5%     | ▼ −2,8% | 40            | ▼ −3  |
|                  | Sociálnědemokratická strana Německa (Sozialdemokratische Partei Deutschlands ) | 5 549 243   | 21,50%    | ▼ −9,2% | 23            | ▼ −10 |
|                  | Spojenectví 90/Zelení (Bündnis 90/Die Grünen)                                  | 3 078 276   | 11,9%     | ▲ +5,5% | 13            | ▲ +6  |
|                  | Křesťansko-sociální unie Bavorska (Christlich-Soziale Union in Bayern)         | 2 063 564   | 8,00%     | ▼−3,23% | 9             | ▼−5   |
|                  | Strana demokratického socialismu (Partei des Demokratischen Sozialismus)       | 1 .579 693  | 6,1%      | ▲ +0,3% | 7             | ▲ +1  |
|                  | Svobodná demokratická strana (Freie Demokratische Partei)                      | 1 565 000   | 6,1%      | ▲ +3,0% | 7             | ▲ +7  |

### Strany, které se do parlamentu nedostaly
| Politická strana                                                               | Počet hlasů | Hlasy v % | +/−      | Počet mandátů | +/− |
| ------------------------------------------------------------------------------ | ----------- | --------- | -------- | ------------- | --- |
| Republikáni (Die Republikaner)                                                 | 485 691     | 1,9%      | ▲ +0,2%  | -             | -   |
| Strana pro ochranu zvířat (Mensch Umwelt Tierschutz)                           | 331 270     | 1,3%      | ▲+0,6%   | -             | -   |
| Die Grauen – Graue Panther (Die Grauen – Graue Panthe)                         | 314 204     | 1,2%      | ▲ +0,82% | -             | -   |
| Strana německých rodin (Familienpartei Deutschlands)                           | 267 361     | 1,0%      | ▲+1,0%   | -             | -   |
| Národnědemokratická strana Německa (Nationaldemokratische Partei Deutschlands) | 241 678     | 0,9%      | ▲+0,5%   | -             | -   |
| Ekologická demokratická strana (Ökologisch-Demokratische Partei)               | 145 479     | 0,6%      | ▲ +0,2%  | -             | -   |
| Feministická strana žen (Feministische Partei Die Fraue)                       | 145 326     | 0,6%      | ▲+0,2%   | -             | -   |
| Od této chvíle ... Aliance pro Německo (Ab jetzt ... Bündnis für Deutschland)  | 134 916     | 0,5%      | -        | -             | -   |
| Strana bible-respektujícím křesťané (Partei Bibeltreuer Christen)              | 98 643      | 1,29%     | ▲+1,29%  | -             | -   |
| Akce nezávislých kandidátů                                                     | 70 244      | 0,5%      | -        | -             | -   |
| Německá strana (Deutsche Partei)                                               | 61 954      | 1,29%     | -        | -             | -   |
| Křesťanské centrum (Christliche Mitte)                                         | 46 088      | 0,2%      | -        | -             | -   |
| Aufbruch                                                                       | 43 161      | 0,1%      | -        | -             | -   |
| Komunistická strana Německa (Kommunistische Partei Deutschlands)               | 37 231      | 0,1%      | -        | -             | -   |
| Strana Bavorska (Bayernpartei)                                                 | 35 086      | 0,1%      | ▲+0,1%   | -             | -   |
| Centrum (Deutsche Zentrumspartei)                                              | 84 005      | 1,29%     | ▲+1,29%  | -             | -   |
| Strana sociální spravedlnosti (Partei für Soziale Gleichheit)                  | 25 824      | 1,29%     | ▲+1,29%  | -             | -   |
| Občanské hnutí Solidarita (Bürgerrechtsbewegung_Solidarität)                   | 22 009      | 0,1%      | ▲ +0,1%  | -             | -   |

## Statistika
- Registrovaných voličů: 61 650 330
- Odevzdaných hlasů: 26 525 514 (43,0%)
- Neplatných hlasů: 744 741 (2,8%)
- Platných hlasů: 25 780 733 (97,2%)